# Ryttarfana
Ryttarfana, fana, var en trupp ryttare i Sverige som under kung Erik XIV:s regeringstid organiserades i bestämda enheter.
Ryttarfanorna omvandlades och uppgick under stormaktstiden i kavalleriregementen.

## Historik

### Medeltiden
Under medeltiden och början av nyare tiden betecknade fana en trupp ryttare eller fotfolk, härlett ur att de följde en och samma fana. Fotfolkets truppförband benämndes "fänika" och rytteriets förband "fana". De utgjorde den såväl administrativa som taktiska enheten.

### Nyare tiden
En bestående indelning i fanor gjordes först under kung Erik XIV:s regeringstid. Varje landsända utrustade ett visst antal landsryttare, vilka sammanfördes i landsfanor benämnda efter landskapen, till exempel Upplandsfanan. En landsfana bestod i regel av 300 ryttare under befäl av en ryttmästare och fänriken var fanförare. Den indelades på samma sätt som fänikan i kvarter och rotar. Ryttarfanans beväpning var värja eller lans och senare eldhandvapen.
Under kung Erik XIV fanns i regel åtta sådana fanor, av vilka en från Uppland, två från Småland, en från Östergötland, två från Västergötland och två i östra rikshalvan. Kungens egna ryttare fördelades i en hovfana och två fanor hingstridare. Dessutom fanns hertigarnas fanor, adelsfanan och de fanor som uppsatts genom utländsk värvning. 

#### Stormaktstiden
Rytteriets organisation genomgick sedermera en utveckling liknande fotfolkets. På kung Gustav II Adolfs tid hade andra benämningar kommit i bruk för rytteriets indelning: regementen, indelade i kompanier.